# Апартаменти (фільм)
Апартаменти — копродукційний російськомовний художній фільм режисера Олександра Шапіро знятий в Україні у 2012 році. За словами режисера фільм створено в стилі порно-реаліті-шоу».

## Опис
На свій день народження відомий стоматолог потрапляє в руки жорстоких сестер, викликаних з таємничої підсвідомості добровільним наркозом. Сюжет картини охоплює лише один день з життя героїв, реального і уявного. Герої опиняються в круговороті подій, в найнятих апартаментах. Там, де світи стають ближче…